# Верхотор
Верхото́р (рос. Верхотор, башк. Верхотор) — село у складі Ішимбайського району Башкортостану, Росія. Адміністративний центр Верхоторської сільської ради.
Населення — 818 осіб (2010; 756 в 2002).
Національний склад:
- росіяни — 88%